# Jerzy Katarasiński
Jerzy Katarasiński (ur. 17 grudnia 1936 w Łodzi, zm. 7 lutego 1989 tamże) – polski publicysta, dziennikarz, krytyk teatralny i aktor.

## Życiorys
Ukończył studia polonistyczne na Uniwersytecie Łódzkim oraz eksternistycznie studia aktorskie w PWSFTviT w Łodzi. Był zaangażowany jednocześnie w tworzenie teatrów studenckich w Łodzi. Następnie pracował jako dziennikarz w „Dzienniku Łódzkim”, w którym kierował działem kultury. W latach 1976–1979 kierował redakcją publicystyki kulturalnej w TVP Łódź. W latach 1976–1981 był redaktorem naczelnym pisma „Kalejdoskop. Informator Kulturalny” wydawanego przez Wydział Kultury i Sztuki Prezydium Rady Narodowej Miasta Łodzi.
Od 1979 do 13 grudnia 1981 był sekretarzem i zastępcą redaktora naczelnego tygodnika społeczno-kulturalnego „Odgłosy”. Ponadto jako krytyk teatralny publikował na łamach ogólnopolskich czasopism kulturalnych. Po ogłoszeniu stanu wojennego, ze względu na głoszenie prosolidarnościowych poglądów został wydalony z Polskiej Zjednoczonej Partii Robotniczej przez Wojewódzką Komisję Kontroli Partyjnej. Represje dodatkowo były związane z pozbawieniem pracy i prawa wykonywania zawodu.
Następnie zaangażował się w działalność zdelegalizowanego Stowarzyszenia Dziennikarzy Polskich oraz redagował podziemne pisma takie jak m.in. „Głos Łodzi” i „Drogi”. Pisał również dla „Tygodnika Mazowsze”, „Horyzontu”, a także Radia Wolna Europa.
Współpracował z Teatrem 77 jako recenzent i sympatyk. W 1982 związał się z nim oficjalnie i współpracował jako aktor, reżyser, współtwórca spektakli i wypowiedzi teatralnych.

## Życie prywatne

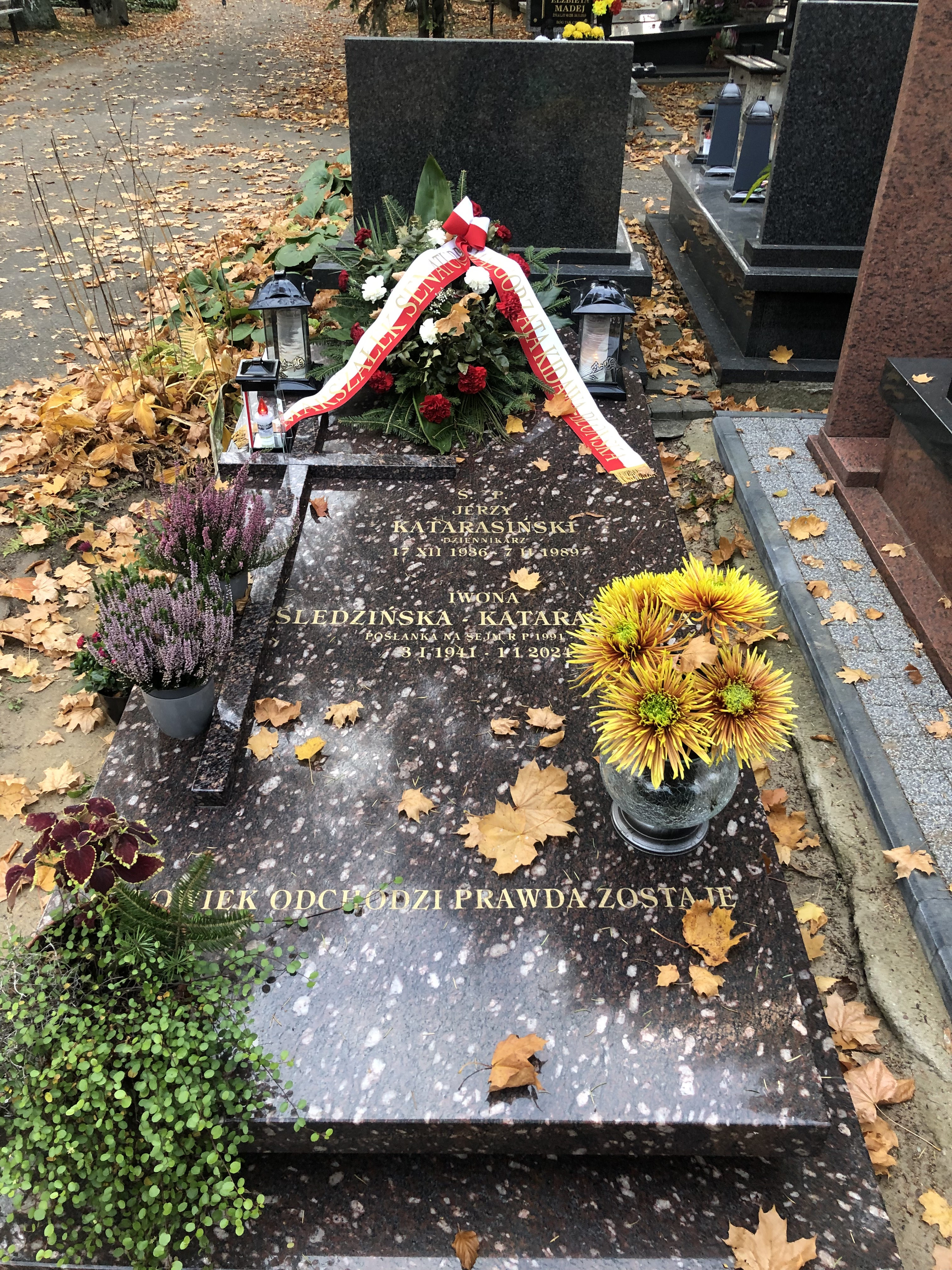
Grób Iwony i Jerzego Katarasińskich w alei zasłużonych na cmentarzu Doły w Łodzi

Jego żoną była dziennikarka i późniejsza posłanka – Iwona Śledzińska-Katarasińska.
Był ateistą. Pierwotnie został pochowany na cmentarzu komunalnym Doły w Łodzi (kw. 10, rz. 25, gr. 42). W 2024 jego szczątki przeniesiono do grobu żony w alei zasłużonych tego samego cmentarza (kw. 34, rz. 26, gr. 1).

## Upamiętnienie
- Wystawa w Muzeum Miasta Łodzi (2012) pt. „Teatr 77 – Jerzy Katarasiński”[4],
- Nagroda Złotego Pióra im. Jerzego Katarasińskiego (1999–2018) ustanowiona przez Iwonę Śledzińską Katarasińską[9].

### Nagroda Złotego Pióra im. Jerzego Katarasińskiego
W 1999 jego żona – Iwona Śledzińska-Katarasińska – ustanowiła Nagrodę Złotego Pióra im. Jerzego Katarasińskiego i została jej fundatorką. Wyróżnienie przyznawała kapituła narody. W latach 1999–2018 przyznano łącznie 20 nagród. Nagrody nie przyznano w roku 2004, a w 2018 roku wyłoniono 2 laureatów. Złote Pióro było wyróżnieniem dla najlepszego łódzkiego dziennikarza kulturalnego w danym roku.
- Dominika Łarionow (1999),
- Aleksandra Bęben (2000),
- Magdalena Hasiuk (2001),
- Aleksandra Talaga-Nowacka (2002),
- Jerzy Jarniewicz (2003),
- nagrody nie przyznano (2004),
- Piotr Grobliński (2005),
- Marzena Bomanowska (2006),
- Marta Skłodowska (2007),
- Monika Wasilewska (2008),
- Anna Pawłowska (2009),
- Przemysław Owczarek (2010),
- Łukasz Kaczyński (2011),
- Marcin Kieruzel (2012),
- Maciej Robert (2013),
- Igor Rakowski-Kłos (2014),
- Jędrzej Słodkowski (2015),
- Agata Gwizdała (2016),
- Błażej Filanowski (2017),
- Izabella Adamczewska i portal MiejMiejsce.com (2018)[9].

## Filmografia
- 1968: „Taki Świat” – opracowanie tekstu
- 1968: „Sonda – 5" – komentarz, lektor
- 1968: „Górnośląski Okręg Przemysłowy” – komentarz
- 1968: „Gobeliny Gałkowskich” – komentarz
- 1969: „W kierunku księżyca” – komentarz
- 1971: „Przepustka w przestworza” – komentarz
- 1971: Problemy pogody i „Meteor 2" – komentarz
- 1973: „Rok 1905” – komentarz
- 1974: „Pejzaż z Miedzią” – komentarz
- 1979: „Cocktail” – scenariusz[15]

## Nagrody
Nagroda publicystyczna Klubu Krytyki Teatralnej przy Stowarzyszeniu Dziennikarzy Polskich „za publicystykę teatralną inspirującą rozwój życia teatralnego w Łodzi”.